# Erythrolamprus
Erythrolamprus (несправжня коралова змія) — рід змій родини полозових (Colubridae). Представники цього роду мешкають в Центральній і Південній Америці та на Карибах.

## Опис
Несправжні корлаві змії зазвичай досягають довжини 50-75 см, однак деякі види можуть виростати до 160 см завдовжки. Вони мають невелику, сплющену з боків голову, тонке, струнке тіло. Їхнє забарвлення нагадує отруйних коралових аспідів з роду (Micrurus), завдяки чому вони відлякують ворогів.
Несправжні корлаві змії живуть у тропічних лісах і саванах, на висоті до 3500 м над рівнем моря. Ведуть напівриючий, наземний або напівводний спосіб життя. Живляться ящірками, земноводними, дрібними зміями. Відкладають яйця.

## Види
Рід Erythrolamprus нараховує 56 видів:
- Erythrolamprus aenigma Entiauspe-Neto, Abegg, Koch, Nuñez, Azevedo, Moraes, Tiutenko, Bialves & Loebmann, 2021
- Erythrolamprus aesculapii (Linnaeus, 1766)
- Erythrolamprus albertguentheri (Grazziotin, Zaher, R. Murphy, Scrocchi, Benavides, Zhang & Bonatto, 2012)
- Erythrolamprus albiventris (Jan, 1863)
- Erythrolamprus almadensis (Wagler, 1824)
- Erythrolamprus andinus (Dixon, 1983)
- Erythrolamprus atraventer (Dixon & Thomas, 1985)
- Erythrolamprus bizona Jan, 1863
- Erythrolamprus breviceps (Cope, 1861)
- Erythrolamprus carajasensis (da Cunha, Nascimento & Ávila-Pires, 1985)
- Erythrolamprus ceii (Dixon, 1991)
- Erythrolamprus cobella (Linnaeus, 1758)
- Erythrolamprus cursor (Lacépède, 1789)
- Erythrolamprus darwinnunezi Torres-Carvajal, Hinojosa & Paucar, 2024
- Erythrolamprus dorsocorallinus (Esqueda, Natera, La Marca & Ilija-Fistar, 2007)
- Erythrolamprus epinephalus (Cope, 1862)
- Erythrolamprus festae (Peracca, 1897)
- Erythrolamprus fraseri (Boulenger, 1894)
- Erythrolamprus frenatus (F. Werner, 1909)
- Erythrolamprus guentheri Garman, 1883
- Erythrolamprus ingeri (Roze, 1958)
- Erythrolamprus jaegeri (Günther, 1858)
- Erythrolamprus janaleeae (Dixon, 2000)
- Erythrolamprus juliae (Cope, 1879)
- Erythrolamprus lamonae (Dunn, 1944)
- Erythrolamprus macrosomus (Amaral, 1936)
- Erythrolamprus maryellenae (Dixon, 1985)
- Erythrolamprus melanotus (Shaw, 1802)
- Erythrolamprus mertensi (Roze, 1964)
- Erythrolamprus miliaris (Linnaeus, 1758)
- Erythrolamprus mimus (Cope, 1868)
- Erythrolamprus mossoroensis (Hoge & Lima-Verde, 1973)
- Erythrolamprus ocellatus W. Peters, 1868
- Erythrolamprus oligolepis (Boulenger, 1905)
- Erythrolamprus ornatus (Garman, 1887)
- †Erythrolamprus perfuscus (Cope, 1862)
- Erythrolamprus poecilogyrus (Wied-Neuwied, 1825)
- Erythrolamprus pseudocorallus Roze, 1959
- Erythrolamprus pseudoreginae J. Murphy, Braswell, Charles, Auguste, Rivas, Borzée, Lehtinen & Jowers, 2019
- Erythrolamprus pyburni (Markezich & Dixon, 1979)
- Erythrolamprus pygmaeus (Cope, 1868)
- Erythrolamprus reginae (Linnaeus, 1758)
- Erythrolamprus rochai Ascenso, Costa & Prudente, 2019
- Erythrolamprus sagittifer (Jan, 1863)
- Erythrolamprus semiaureus (Cope, 1862)
- Erythrolamprus subocularis (Boulenger, 1902)
- Erythrolamprus taeniogaster (Jan, 1866)
- Erythrolamprus taeniurus (Tschudi, 1845)
- Erythrolamprus torrenicola (Donnelly & C. Myers, 1991)
- Erythrolamprus trebbaui (Roze, 1958)
- Erythrolamprus triscalis (Linnaeus, 1758)
- Erythrolamprus typhlus (Linnaeus, 1758)
- Erythrolamprus viridis (Günther, 1862)
- Erythrolamprus vitti (Dixon, 2000)
- Erythrolamprus williamsi (Roze, 1958)
- Erythrolamprus zweifeli (Roze, 1959)

## Етимологія
Наукова назва роду Erythrogenys походить від сполучення слів дав.-гр. ερυθρος — червоний і λαμπρος — блискучий.